# Алкогольная полинейропатия
Алкого́льная полинейропати́я — неврологическое заболевание человека, являющееся наиболее частым осложнением острой и хронической алкогольной интоксикации, при котором поражается периферический отдел нервной системы. Развивается в пять раз чаще, чем поражение центрального отдела нервной системы.
Развивается на поздних стадиях развития алкоголизма. Из-за токсического воздействия на нервы алкоголя и его метаболитов и последующего нарушения обменных процессов в нервных волокнах развиваются патологические изменения. При этом состоянии первично поражается нервное волокно (аксонопатия), а затем оболочка нервов (вторичная демиелинизация), в клинической картине чувствительные нарушения преобладают над двигательными (сенсорно-моторная невропатия, с преобладанием сенсорного компонента).
Встречается у 10-30 % лиц, хронически злоупотребляющих спиртными напитками, чаще — у мужчин, чем у женщин. При проведении комплексного электронейромиографического исследования латентные (бессимптомные) формы алкогольной нейропатии (полинейропатии) обнаруживаются у 97-100 % больных хроническим алкоголизмом.

## Патогенез
В патогенезе основная роль принадлежит токсическому действию алкоголя на нервы и нарушению в них обменных процессов. Изменения развиваются не только в спинальных и черепных нервах, но и в других отделах нервной системы (головном и спинном мозге). Также определенную роль могут играть такие факторы, как недостаточное питание, приводящее к снижению количества тиамина, поражение печени и гипергликемия на фоне алкогольного панкреатита. 
Токсическое действие этанола: употребление алкоголя вызывает повреждение нервов за счет усиления процессов перекисного окисления липидов и снижение антиоксидантной защиты, а также путем глутаматной цитотоксичности.
Дефицитарные состояния: у людей, злоупотребляющих алкоголем, отмечается снижение содержания витаминов группы В, фолиевой кислоты, витамина Е, из которых в патогенезе развития полиневропатии наиболее изучен тиамин. Дефицит тиамина возникает по нескольким причинам, это нарушения питания и непосредственное влияние этанола на метаболизм тиамина. Этанол препятствует нормальному всасыванию тиамина в кишечнике и нарушает его превращение в активную форму – тиамин дифосфат.
Также есть работы, в которых исследовалась связь генетических факторов с риском развития алкогольной полиневропатии. Например, при одном из вариантов гена Gly478Lys, кодирующего фермент алкогольдегидрогеназу-2 (ALDH2), этот фермент неактивен, что приводит к накоплению ацетальдегида и развитию более тяжелой полиневропатии.

## Клинические проявления
Алкогольная полинейропатия чаще развивается подостро. Появляются парестезии в дистальных отделах конечностей, болезненность в икроножных мышцах. Боли усиливаются при сдавлении мышц и надавливании на нервные стволы (один из ранних характерных симптомов). Вслед за этим развиваются слабость и параличи всех конечностей, более выраженные в ногах. Преимущественно поражаются разгибатели стопы. В паретичных мышцах быстро развиваются атрофии. Сухожильные и периостальные рефлексы в начале заболевания могут быть повышенными, а зоны их расширены. При выраженной клинической картине имеется мышечная гипотония с резким снижением мышечно-суставного чувства. Возникает расстройство поверхностной чувствительности по типу «перчаток» и «носков». Расстройства глубокой чувствительности приводят к атактическим нарушениям, и в сочетании с выпадением сухожильных и периостальных рефлексов клиническая картина напоминает сифилитическую сухотку спинного мозга и даже получила название псевдотабеса. Однако при этом отсутствуют характерные для сухотки расстройства мочеиспускания, боли по типу «прострела», положительная реакция Вассермана в цереброспинальной жидкости и крови, изменения зрачков. В ряде случаев алкогольная полинейропатия может развиваться остро, чаще после значительного переохлаждения. Возможны при этом и психические расстройства.
Могут наблюдаться вазомоторные, трофические и секреторные расстройства в виде гипергидроза, отёков дистальных отделов конечностей, нарушений их нормальной окраски и температуры. Из черепных нервов могут поражаться глазодвигательный, зрительный, реже вовлекаются в процесс блуждающий (ускорение пульса, нарушение дыхания) и диафрагмальный нервы.
Стадия нарастания болезненных явлений обычно продолжается недели и даже месяцы. Затем наступает стационарная стадия и при лечении — стадия обратного развития. В общей сложности заболевание продолжается от нескольких месяцев до нескольких лет. При исключении употребления алкоголя прогноз обычно благоприятный. Серьёзным становится прогноз при вовлечении в процесс сердечных ветвей блуждающего нерва, а также диафрагмального нерва.

## Лечение
Назначают витамины C, группы B, метаболические средства, в восстановительном периоде — физиотерапию. 

## Трудоспособность
В большинстве случаев больные оказываются нетрудоспособными, то есть инвалидами II группы. При восстановлении двигательных функций может быть установлена III группа инвалидности с учётом основной профессии, а в дальнейшем при успешном лечении больные могут быть признаны трудоспособными.